# Stéphane Haber
Pour les articles homonymes, voir Haber.
Stéphane Haber est un philosophe français spécialiste de philosophie sociale et politique ainsi que d'épistémologie des sciences humaines.  

## Biographie

### Jeunesse et études
Il étudie au lycée Henri-IV à Paris. Il intègre par la suite l'École normale supérieure de Fontenay/Saint-Cloud (aujourd'hui, l'École normale supérieure de Lyon), puis est reçu 12ème à l'agrégation de philosophie en 1990. 
Il obtient en 1996 un doctorat en philosophie sur « Les formes de la connaissance du présent dans les sciences sociales » à l'université de Besançon sous la direction de Robert Damien.

### Parcours professionnel
Il est actuellement professeur à l'université Paris Nanterre au sein de laquelle il occupe la place de directeur adjoint du laboratoire de recherche Sophiapol. 
Ses travaux relèvent de la théorie sociale et politique, ainsi que de la philosophie des sciences humaines. Ses domaines domaines de spécialités dans l'enseignement et la recherche sont l'histoire et l'épistémologie des sciences humaines et sociales, plus précisément encore sur l'interaction entre philosophie et sciences humaines et sociales, mais aussi l'histoire de la philosophie contemporaine et encore les problèmes contemporains de la théorie sociale et politique. 
Il est aussi considéré comme un commentateur contemporain de la pensée marxiste influant au côté de Emmanuel Renault, lui aussi professeur à l'université Paris Nanterre, ou encore de Fischbach et Butler.  

### Vie privée
Il est marié à Vincent Cordonnier, professeur de philosophie en khâgne B/L au lycée Janson de Sailly ainsi qu'en hypokhâgne A/L au lycée Louis-le-Grand et auteur de livres portant sur la philosophie stoïcienne,.

## Publications

### Ouvrages
- Les Sciences humaines, Quintette, 1995
- Habermas et la sociologie, PUF, 1998
- Jürgen Habermas : une introduction, La Découverte/Pocket, 2001
- Avec Yves Cusset, Le Vocabulaire de l'Ecole de Francfort, Ellipses, 2001
- Critique de l'antinaturalisme, PUF, 2006
- L'Aliénation : vie sociale et expérience de la dépossession, PUF, coll. "Actuel Marx Confrontation", 2007
- L'Homme dépossédé : Une tradition critique, de Marx à Honneth, CNRS, 2009
- Freud sociologue, Le Bord de l'Eau, 2012.
- Freud et la théorie sociale, La Dispute, 2012.
- Penser le néocapitalisme. Vie, capital et aliénation, Les Prairies Ordinaires, 2013.
- Découvrir Victor Hugo, Les éditions sociales, 2022.

### Ouvrages publiés sous sa direction
- L’Action en philosophie contemporaine, Ellipses, 2004.
- Habermas et Foucault. Parcours croisés, confrontations critiques, codirection avec Yves Cusset, CNRS Éditions, 2006.
- Des pathologies sociales aux pathologies mentales, Presses Universitaires franc-comtoises, 2010
- Anciens et Modernes par-delà nature et société, codirection avec Arnaud Macé, Presses Universitaires franc-comtoises, 2012.
- Le Capitalisme des philosophes, Presses Universitaires de Paris Ouest, 2015.

### Traduction
- Axel Honneth, La Réification. Petit traité de Théorie critique, Gallimard, coll. « NRF Essais », 2007